# Бушмакин, Николай
Николай Бушмакин — русский поэт, прозаик 1820-х ― 1830-х гг.

## Биография
Родился в семье чиновника. Учился в Петербургской губернской гимназии, окончил Петербургское высшее училище. Другие биографические сведения отсутствуют. Жил в Петербурге. Активно печатался в петербургских альманахах и журналах, особенно в журналах «Благонамеренный» А. Е. Измайлова и «Славянин» А. Ф. Воейкова. Первая публикация относится к 1825 году ― романс «Друзья! смягчите ваш укор!». Характерный для сочинений Бушмакина интерес к народной тематике проявился в повести «Алексей и Ольга, или Чему быть, того не миновать» (1827), в которой трагические предчувствия, случайная гибель влюблённых свидетельствует о неотвратимой предопределенности судьбы; значительное место в повести занимает описание весеннего праздника ― Семика. Этнографические пристрастия Башмакина заметны в его более поздних очерках: «Свадебные обряды финнов», «Нравы и увеселения финнов», «Одежда финнов…» (все ― 1832) и, вероятно, имеют биографическую основу (стихотворение «Послание С. А. О. На отъезд его в Финляндию», 1830).
Наиболее продуктивно Бушмакин выступает в жанре песни ― литературной стилизации народной поэзии, получившей распространение в конце 1820-х ― первой половине 1830-х гг. В песнях Бушмакина «Опущу я золотое в быстрину реки кольцо» (1826) , «Ах ты солнце, ненаглядное моё» (1828), «Русская песня» (1828) и других, напоминающих песни А. А. Дельвига, ощутимо сгущение мотивов тоски, предчувствия горя, разлуки, гибели любимого. Сходные мотивы и в традиционно-элегических стихах Бушмакина: «Сын над гробом отца» (1826), «К Фиалке» (1828), «К приятелю (Д. С. Е…ну)» (1829).
Для песен Бушмакина, отличающихся разнообразием строфики, от песни к песне практически не повторяющейся, и отчасти для стихов характерно частое обращение
к «ролевому» повествованию, в том числе от лица женщины: «Не труби, труба, жалостно» (1826), «Башкирец к луку», «Дочь над гробом матери», «Ясный месяц, не свети» (1827―1828).
Бушмакин сочинял также басни, публикуемые преимущественно в журнале «Северная Минерва»: «Комар», «Солнце и облака» (обе ― 1832) и др. Стихотворение «Коньки» (1832), в котором изобличается некий мальчик Коля, «хвастун и лгун», возможно, является замаскированным литературно-полемическим выпадом (Коля ― Н. А. Полевой?). Сотрудник журнала «Новая детская библиотека» (1829―1831), где Бушмакин поместил прозаические переводы с французского языка (1829), нравоучительные стихотворения (1831) и назидательную повесть «Не смейся над рубищем и дряхлостью» (1831).